# Carnhell Green
Carnhell Green – osada w Anglii, w Kornwalii. Leży 17 km na północny wschód od miasta Penzance i 395 km na zachód od Londynu.